# Resolução 138 do Conselho de Segurança das Nações Unidas
Resolução 138 do Conselho de Segurança das Nações Unidas, foi aprovada em 23 de junho de 1960, depois de uma denúncia de que a transferência de Adolf Eichmann da Argentina para Israel constituiu uma violação da soberania, o Conselho declarou que tais atos, se repetido, pode colocar em risco a paz e a segurança internacional, e pediu que Israel faça a reparação adequada em conformidade com a Carta das Nações Unidas e as regras do direito internacional. Israel defendeu que o assunto foi além da competência do Conselho e deve ser resolvido em vez disso através de negociações bilaterais diretas.
Foi aprovada com 8 votos, e duas abstenções da Polônia e da União Soviética. A Argentina estava presente, mas não participou na votação.